# Iszaak Iljics Levitan
Iszaak Iljics Levitan (oroszul: Исаак Ильич Левитан; Kybartai, 1860. augusztus 30./augusztus 18. – Moszkva, 1900. augusztus 4./július 22.) zsidó származású orosz tájképfestő.

## Életrajza
Édesapja nyelveket tanított magániskolákban, de más munkát is kellett végeznie ahhoz, hogy családját eltartsa. A nehézségek ellenére a család értelmiségi atmoszférában tudott élni.
A Levitan család az 1860-as évek végén Moszkvába költözött, ahol Iszaak Levitan 1873 szeptemberében kezdte meg tanulmányait a festő-, szobrász- és építésziskolában.
Tanára volt Alekszej Kondratyjevics Szavraszov, aki elsősorban tájképfestészetével tűnt ki, Vaszilij Grigorjevics Perov, akinek művészete nagy hatással volt rá és Vaszilij Dmitrijevics Polenov, aki nemcsak művész volt, hanem pedagógus is.
1875-ben meghalt édesanyja, majd két évvel később édesapja is elhunyt tífuszban. Ezek után további tanulmányai kétségessé váltak. Szerencsére rendkívüli tehetségét felismerték és ösztöndíjat kapott, így folytatni tudta tanulmányait, de ez az időszak életének legnehezebb ideje volt.
1877-ben rendezte meg első kiállítását, melyet a szakmai körök kedvező kritikával fogadtak. 1879 májusában a cári parancsra végrehajtott tömegdeportálások miatt Levitan elhagyta Moszkvát. 1880-ban Pavel Mihajlovics Tretyjakov megvásárolta a Szokolnyiki park című festményét. Levitan csatlakozott a Vándorkiállítók Társasága (Peredvizsnyiki) művészcsoporthoz és 1884-től kezdve rendszeresen részt vett a csoport vándorkiállításain.

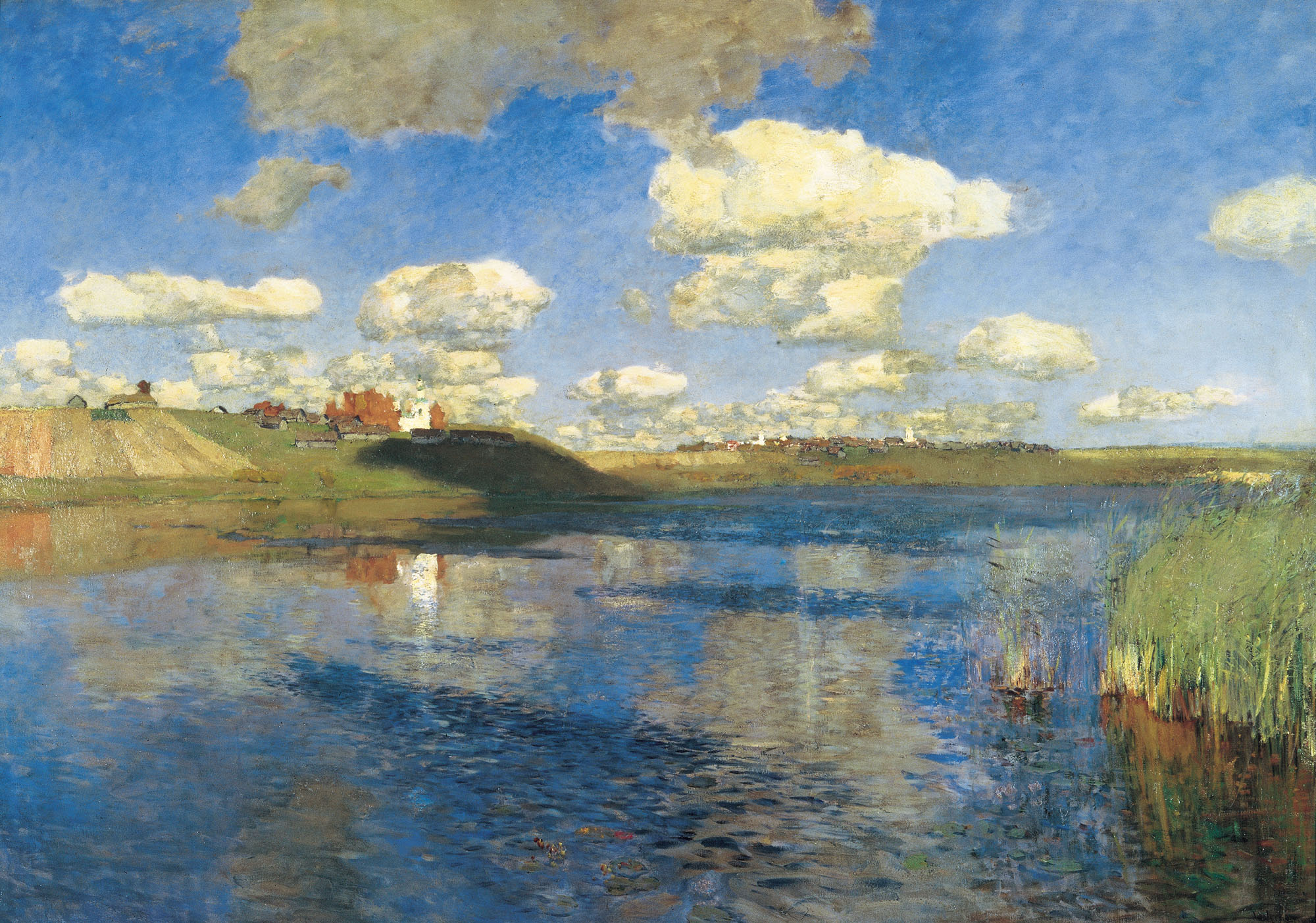
Tó (utolsó képe, 1899 vagy 1900)

A moszkvai festőiskolában barátságot kötött Mihail Pavlovics Csehovval, Anton Pavlovics Csehov testvérével. Barátsága a Csehov-testvérekkel élete végéig tartott.
Levitan kis számú kivételtől eltekintve vidéki tájképeket festett, őt tartják az orosz tájképfestők legnagyobbikának.
1897-ben a müncheni művészcsoport Münchner Szecesszió c. kiállításán vett részt és ebben az esztendőben súlyos szívbetegséget kapott. 1897-ben kezdte meg a Művészeti Akadémián a tanítást.
1900-ban hunyt el. A Dorogomilov temetőben temették el, majd 1941-ben áthelyezték a Novogyevicsi temetőbe, ahol sírja Csehov síremlékének közelében található. Levitan életéről Konsztantyin Georgijevics Pausztovszkij elbeszélést írt.